# 1625 w sztukach plastycznych
Wydarzenia w sztukach plastycznych i wizualnych w 1625 roku.

## Malarstwo

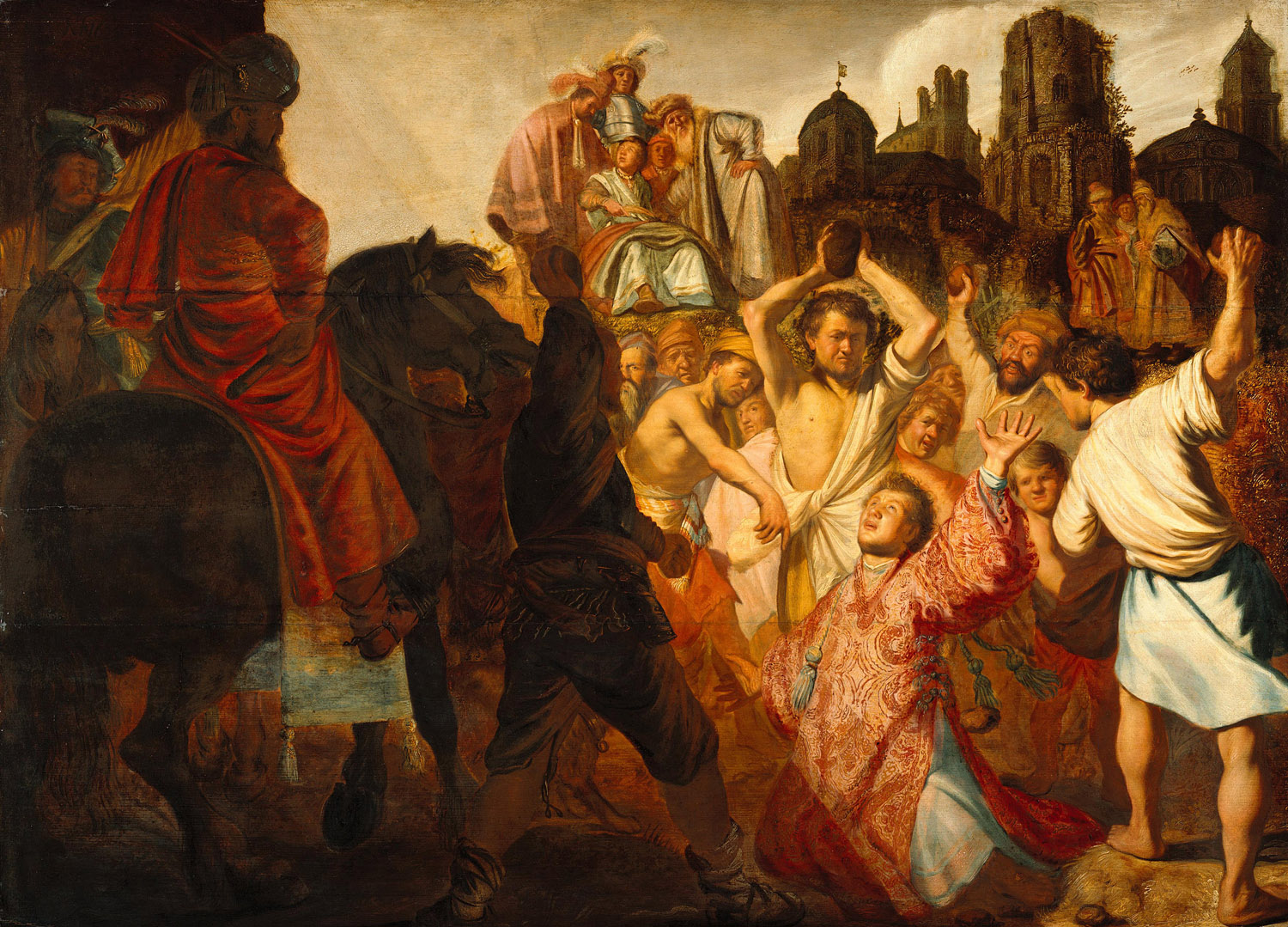
Rembrandt Ukamienowanie Szczepana

- Rembrandt

Operacja – olej na desce, 21,6x17,7 cm
Ukamienowanie Szczepana – olej na desce, 89,5×123,6 cm

## Urodzeni
- 13 maja – Carlo Maratta (zm. 1713), włoski malarz

## Zmarli
- 13 stycznia – Jan Brueghel Starszy (ur. 1568), flamandzki malarz